# Macaranga lineata
Macaranga lineata är en törelväxtart som beskrevs av Airy Shaw. Macaranga lineata ingår i släktet Macaranga och familjen törelväxter. Inga underarter finns listade i Catalogue of Life.